# Daniel J. Callaghan

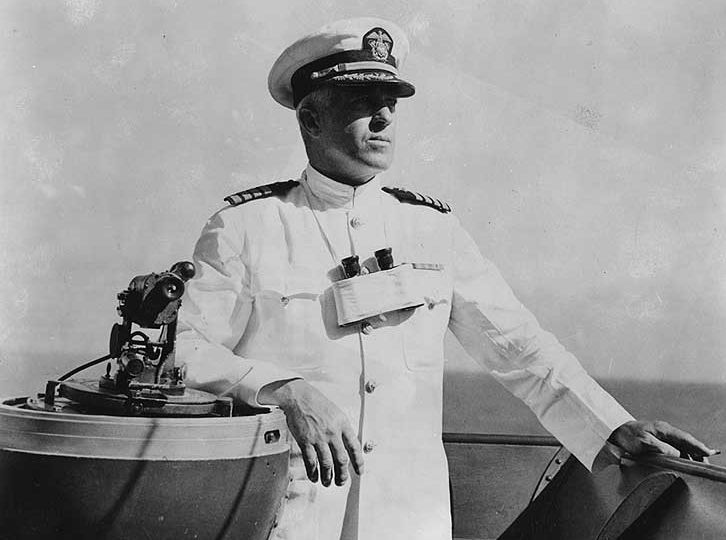
Daniel J. Callaghan (1942)

Daniel Judson Callaghan (* 26. Juli 1890 in San Francisco, Kalifornien; † 13. November 1942 auf Guadalcanal) war ein US-amerikanischer Offizier. Er diente als Admiral der United States Navy während des Zweiten Weltkrieges.
Er wurde in San Francisco geboren und besuchte die United States Naval Academy, die er 1911 erfolgreich abschloss. Vor dem Ersten Weltkrieg diente er auf der California und auf dem Zerstörer Truxtun, dessen Kommandant er 1915 wurde. Im November 1916 wurde er auf den Leichten Kreuzer New Orleans versetzt. Nach Beendigung des Ersten Weltkriegs diente er im Department of the Navy und von Oktober 1920 bis Juni 1923 als Artillerieoffizier auf dem Schlachtschiff Idaho. Nach einem Posten an Land wurde er im Mai 1925 auf das Schlachtschiff Colorado und von April 1926 bis Juli 1928 auf die Mississippi als Artillerieoffizier versetzt. Es folgten Tätigkeiten in unterschiedlichen Stäben und im Juli 1938 wurde er durch Empfehlung des Arztes von Franklin D. Roosevelt, Ross T. McIntire, dem ehemaligen Schiffsarzt der California, Berater des Präsidenten im Bereich Marine. Am 1. Oktober 1938 wurde Daniel Callaghan zum Captain ernannt.
Von Mai 1941 bis April 1942 war er Kommandant des Schweren Kreuzers San Francisco und anschließend, zum Rear Admiral ernannt, Chef des Stabes beim Commander, South Pacific Force. Im November 1942 wurde er als Kommandeur der Task Group (TG) 67.4 eingesetzt, die während der Seeschlacht von Guadalcanal, eine japanische Kampfgruppe vor Guadalcanal davon abhalten sollte, das dortige Flugfeld Henderson Field anzugreifen. Obwohl der Gegner überlegen war, befahl er den Angriff auf den japanischen Verband. Trotz schwerer Verluste unter anderem durch Eigenbeschuss gelang es den Amerikanern, die Japaner zum Abdrehen zu zwingen. Callaghans Flaggschiff, die San Francisco, wurde relativ früh getroffen und die Brückenbesatzung einschließlich Admiral Callaghan und den meisten Führungsoffizieren getötet. Der verwundete Fernmeldeoffizier Lieutenant Commander Bruce McCandless übernahm das Kommando über das Schiff und führte das Gefecht weiter.
Daniel Callaghan wurde posthum mit der Medal of Honor ausgezeichnet, da er im Kampf sein Leben geopfert und außerordentlichen Heldenmut bewiesen hatte.
Zwei Kriegsschiffe der US Navy wurden nach ihm benannt:
- Callaghan (Schiff, 1943), ein Zerstörer der Fletcher-Klasse
- USS Callaghan (DDG-994), ein Zerstörer der Kidd-Klasse